# Torchiara
Torchiara község (comune) Olaszország Campania régiójában, Salerno megyében.

## Fekvése
A megye nyugati részén fekszik. Határai: Agropoli, Laureana Cilento, Lustra, Prignano Cilento és Rutino.

## Története
Első említése a 12. századból származik. A következő századokban nemesi birtok volt. A 19. században nyerte el önállóságát, amikor a Nápolyi Királyságban felszámolták a feudalizmust.

## Népessége
A népesség számának alakulása:

## Főbb látnivalói
- Palazzo Baronale
- Santissimo Salvatore-templom
- San Bernardino-templom